# Regalbuto
Regalbuto – miejscowość i gmina we Włoszech, w regionie Sycylia, w prowincji Enna.
Według danych na rok 2004 gminę zamieszkiwały 7743 osoby, 45,8 os./km².